# Rhododendron grande
Rhododendron grande är en ljungväxtart som beskrevs av Robert Wight. Rhododendron grande ingår i släktet rododendron, och familjen ljungväxter. Inga underarter finns listade i Catalogue of Life.

## Bildgalleri

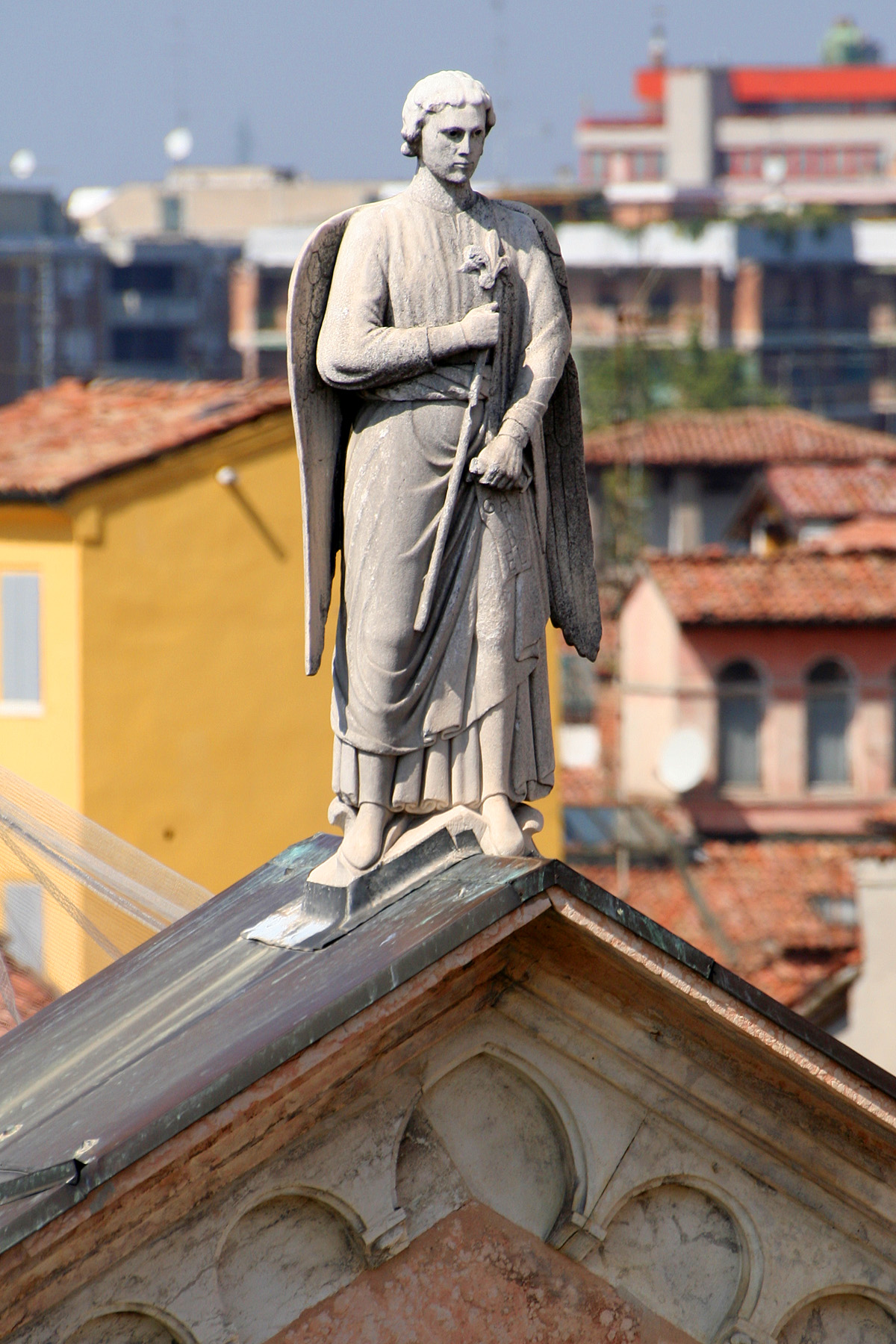
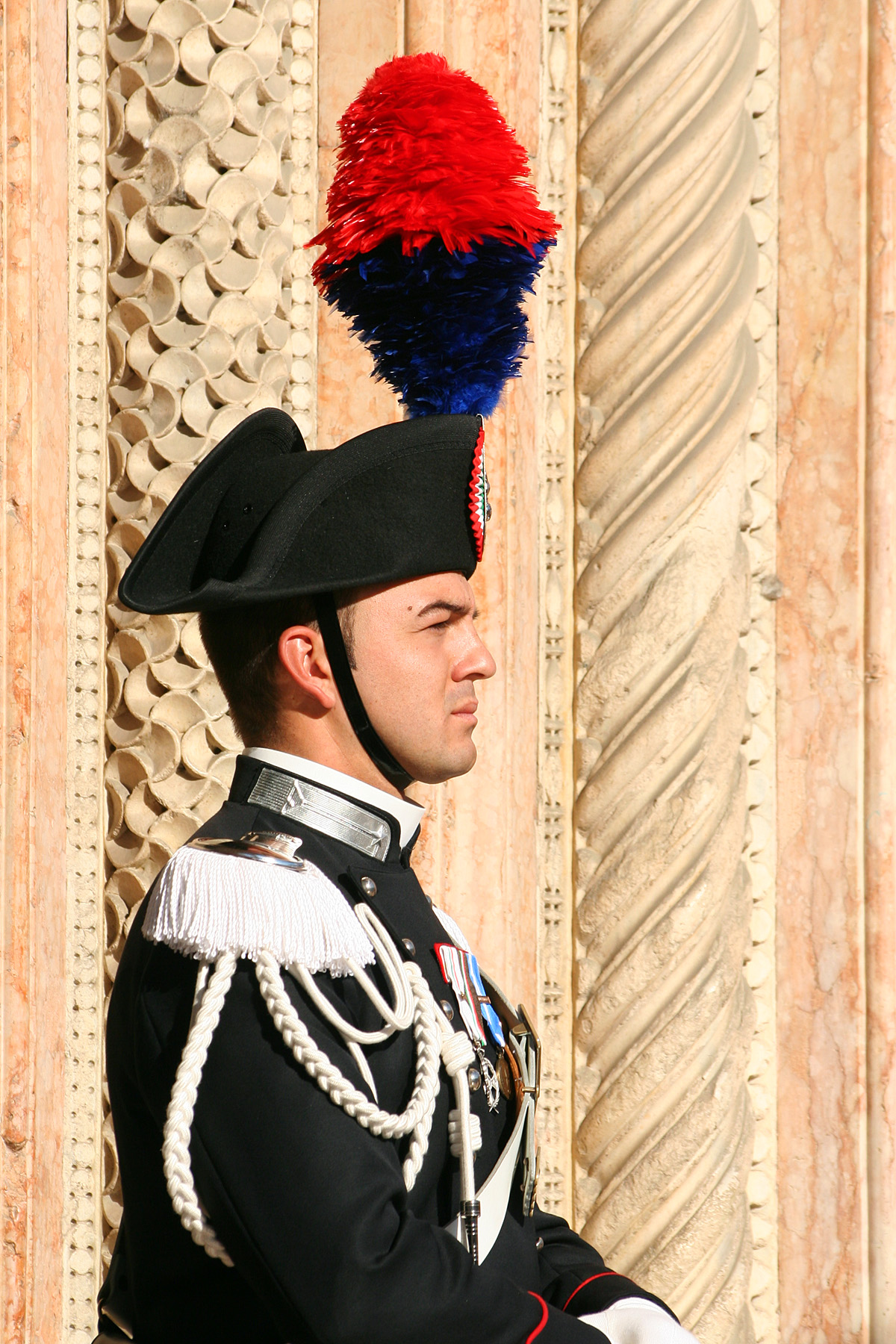
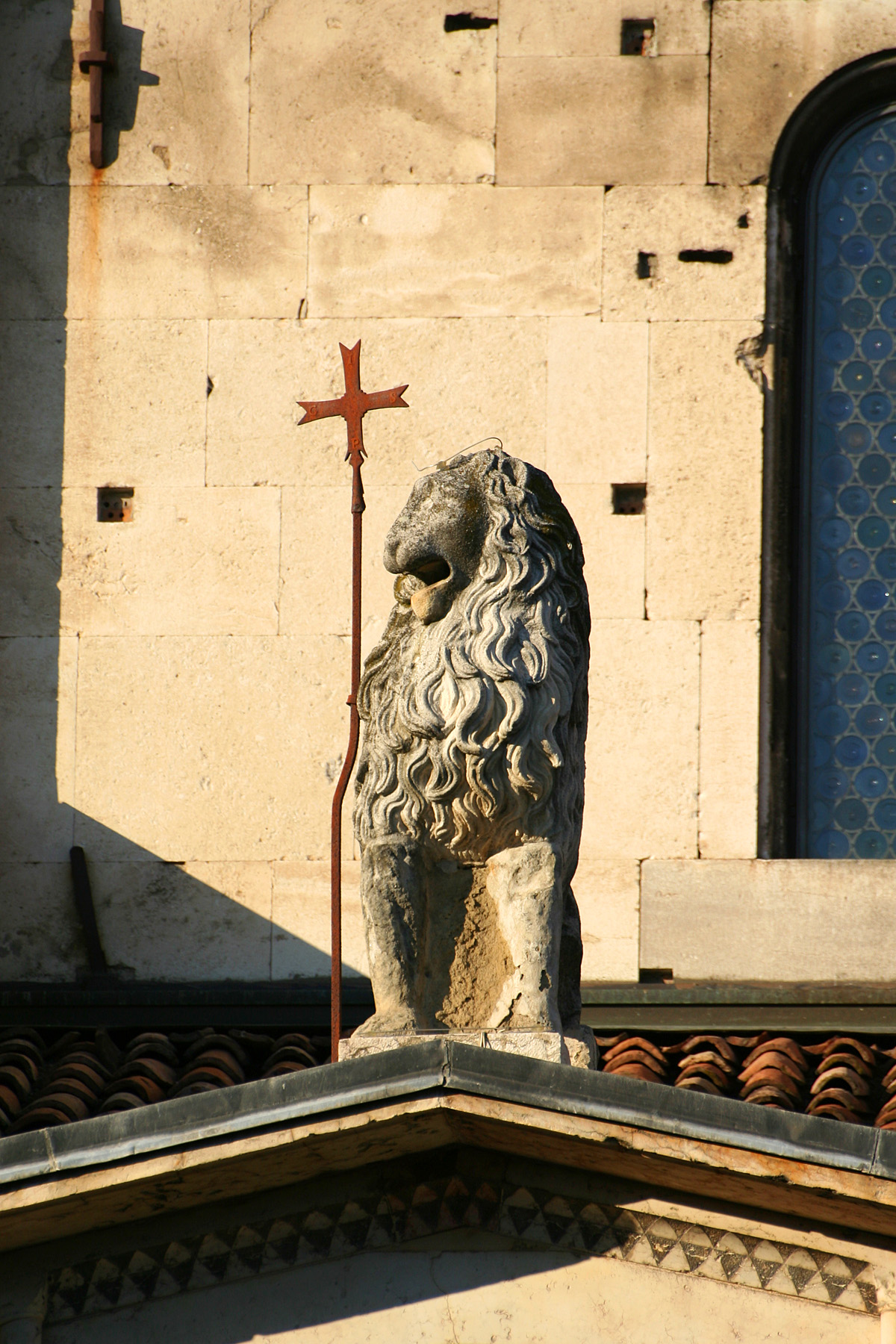